# SN 2005ke
SN 2005ke — сверхновая звезда типа Ia, вспыхнувшая 13 ноября 2005 года в галактике NGC 1371, которая находится в созвездии Печь.

## Характеристики
Сверхновая была зарегистрирована астрономами Ликской обсерватории, принадлежащей Калифорнийскому университету в Санта-Крузе. Вспышка относится к типу Ia, и оказалось довольно странным, что её удалось наблюдать в рентгеновском диапазоне, поскольку это не характерно для сверхновых данного типа. На данный момент это первый случай, зарегистрированный космическим телескопом Чандра. Данный феномен, возможно, обусловлен взаимодействием ударной волны с веществом околозвёздного диска.

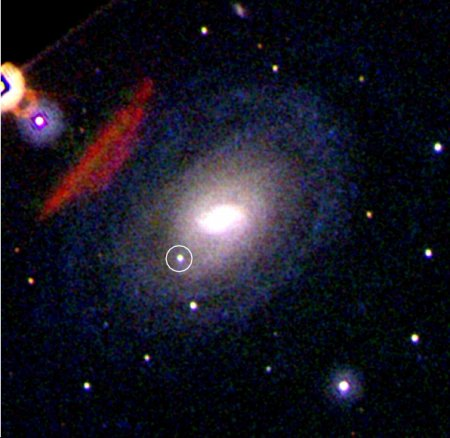
SN 2005ke, запечатлённая камерой космического телескопа Swift. Красная «арка» слева — оптический дефект.

Местоположение сверхновой в родительской галактике — 40" к западу и 40" к югу от центра. Расстояние до неё составляет приблизительно 67,5 миллионов световых лет. В самой галактике, в её ядре, происходят активные процессы звездообразования.